# Hvězda Cheb
Fotbalový klub Hvězda Cheb – czeski klub piłkarski grający obecnie w piątej lidze, mający siedzibę w mieście Cheb.

## Historia
Klub powstał w 1951 roku jako VSJ Sokolovo Cheb. W 1979 roku po raz pierwszy awansował do pierwszej ligi czechosłowackiej i grał w niej nieprzerwanie do 1992 roku. Jednak z powodu kłopotów finansowych został zdegradowany do drugiej ligi. W 1993 roku zajął w niej 4. miejsce i wraz z pięcioma innymi zespołami wywalczył awans do pierwszej ligi czeskiej. W 1994 roku zajął najwyższą, 4. pozycję w historii. W 1996 roku pojawiły się kolejne problemy finansowe i klub ogłosił bankructwo. W 2001 roku Union Cheb został reaktywowany jako FK Union Cheb 2001. W 2003 roku awansował do czwartej ligi, a w 2006 roku do trzeciej. Od lata 2008 roku występuje w piątej lidze (Karlovarsky Kraj Prebor). W roku 2011 klub częściowo powrócił do historycznej nazwy "FK Hvězda Cheb" (gwiazda) nie przyjmując jednak członu "Rudá" (Czerwona). W Sezonie 2012/2013 zespół zajął pierwsze miejsce w V lidze i awansował do IV klasy rozgrywkowej.

## Nazwy klubu
- 1951 : VSJ Sokolovo Cheb
- 1952 : DSO Rudá Hvězda Cheb
- 1966 : VTJ Dukla Hraničář Cheb
- 1972 : TJ Rudá Hvězda Cheb (RH Cheb)
- 1990 : SKP Union Cheb
- 1994 : FC Union Cheb
- 2001 : FK Union Cheb 2001
- 2011 : FK Hvězda Cheb

## Reprezentanci kraju grający w klubie
- Július Bielik
- Michal Bílek
- Ivan Čabala
- Radek Černý
- Jozef Chovanec
- Radek Drulák
- Milan Frýda
- Petr Gabriel
- Martin Hašek
- Michal Horňák
- Vladimír Hruška
- Miroslav Kadlec
- Ivo Knoflíček
- Zdeněk Koubek
- Pavel Kuka
- Roman Kukleta
- Luděk Mikloško
- Lumír Mistr
- Jaromír Navrátil
- Radim Nečas
- Pavel Novotný
- Vlastimil Petržela
- Lubomír Pokluda
- Petr Samec
- Horst Siegl
- Jaroslav Šilhavý
- Tomáš Skuhravý
- Jan Stejskal
- Alexander Vencel